# すたーうぉっちんぐ種山ヶ原
すたーうぉっちんぐ種山ヶ原（すたーうぉっちんぐたねやまがはら）は、岩手県気仙郡住田町の種山ヶ原で毎年8月に開催されていた天体観測のイベントである。

## 概要
全国から約1000人の参加者が集まり、キャンプをしながら星空を眺めるイベントであった。種山ヶ原は岩手県出身の宮沢賢治にゆかりの深い場所で、賢治の作品中にも数多く出現する。また、種山ヶ原の頂上付近は物見山（ものみやま）と呼ばれており、雨量レーダー基地が設置されている。イベントには毎年ゲストが参加し、星空に関する講演やコンサートを行っていた。主催はふるさと創生金を元手に町おこしのために町内の青年達で結成された無限会社天地人であった。種山ヶ原は住田町と、隣接する奥州市、遠野市にまたがっているが、イベントは住田町側を中心に行われていた。「天地人」の解散により、2005年を最後に開催は打ち切られた。
現在は同じ場所で、音楽イベント「KESEN ROCK FESTIVAL」が2009年より毎年7月に行われている。